# Morning NEO -GAYA-
『Morning NEO -GAYA-』（モーニング・ネオ -ガーヤ-）は、2015年10月1日から2016年9月30日までRadio NEOで放送されていたラジオ番組。
当ページでは、同一タイトルの「Morning NEO -SUNNY-」とはコンセプト等が異なるため、別々に扱う。

## 概要
InterFM NAGOYAとして開局した2014年4月1日から「BARAKAN MORNING」→「The Vance K Show」を東京本局からネットしてきた（なお一部時間帯は差し替えあり）。
2015年10月1日、ステーションネームを"Radio NEO"に改称することに合わせてスタートした数多くの新番組のうちの一つで、これまでとは違い名古屋発の番組に東京・InterFM897の番組をサンドする構成に変更した。

## パーソナリティ
- NORRI[2]

## タイムテーブル
2016年5月現在のタイムテーブルであり、時間に関しては日によって変動する場合がある
- 07:00 オープニング
- 07:10 NORRI'S SELECT
- 07:32 WAKE UP MUSIC
- 07:40 GAYA GAYA TOPICS
- 08:05 - 08:15 Sound Tripper! - 山下智久
- 08:20 NORRI'S SELECT Prat.2
- 08:30 GAYA REQUEST MIX
- 08:45 SHAPE UP NORRI（月・金）、KOIDORU GAYA（火）、NORRI’S KITCHEN（水）、NORRI NORRI COOL J（木）
- 08:53 エンディング

## コーナー

### 過去
- NORRI'S SELECT
- WAKE UP MUSIC
- GAYA GAYA TOPICS
- GAYA REQUEST MIX
- SHAPE UP NORRI
- KOIDORU GAYA
- NORRI’S KITCHEN
- NORRI NORRI COOL J
- NTP名古屋トヨペット presents SOUNDRIVE
- WONDERLIFE presents You’re In Smile
- SOI TTORU GAYA

### 期間限定
- GAYA GAYAダービー